# 倫堡戰役 (1704年)
倫堡戰役發生在1704年9月6日的倫堡（現利維夫），是大北方戰爭的一場戰役，因當地領主加維茲基拒絕向瑞典提供捐獻，導致卡爾十二世率軍進攻。最終瑞典取得勝利，大多數的守軍被俘。